# جيمي هيريل
جيمي هيريل (بالإنجليزية: Jamie Herrell)‏ (من مواليد 12 يوليو 1994)  ممثلة فلبينية أمريكية، ومضيفة تلفزيونية، ومذيعة أخبار، وراقصة، وملكة جمال. فازت بلقب ملكة جمال الفلبين الأرض 2014 وملكة جمال الأرض 2014. حصلت هيريل على جائزة الفرد المتميز خلال حفل منح يوم مدينة سيبو الثمانين لميثاق المدافعين عن البيئة.